# Lord-lieutenant de Dumfries
Ceci est une liste de personnes qui ont servi comme Lord Lieutenant de Dumfries.
- William Douglas, 4e duc de Queensberry 17 mars 1794 –1797
- Charles Montagu-Scott, 4e duc de Buccleuch 17 novembre 1797 – 20 avril 1819
- Charles Douglas, 6e marquis de Queensberry 8 juin 1819 – 3 décembre 1837
- John Douglas, 7e marquis de Queensberry 8 décembre 1837 – 1850
- Archibald Douglas, 8e marquis de Queensberry 31 août 1850 – 1858
- William Montagu-Douglas-Scott, 6e duc de Buccleuch 18 mars 1858 – 5 novembre 1914
- John Montagu-Douglas-Scott, 7e duc de Buccleuch 4 janvier 1915 – 19 octobre 1935
- Francis John Carruthers 29 janvier 1936 – 22 mai 1945
- Sir Hugh Gladstone 14 janvier 1946 – 5 avril 1949
- Sir John Crabbe 22 juillet 1949 – 1er novembre 1961
- James Scott-Elliot 27 mars 1962 – 1967
- Sir Arthur Duncan 27 novembre 1967 – 1970
- Kenneth Murray McCall 14 janvier 1970 –1973
- Sir William Turner 7 janvier 1973 – 1982
- Arthur James Jardine Patterson 5 mai 1982 – 10 février 1988
- John Gavin Milne Home 16 août 1988 – 1991
- Captain Ronald Charles Cunningham-Jardine 16 décembre 1991 – 2006
- Jean Douglas Tulloch 19 août 2006 – 2016
- Fiona Kathryne Armstrong (MacGregor) 10 février 2016 –présent[1]